# Ленинская Шатура
«Ленинская Шатура» — еженедельная газета Шатурского района Московской области.

## История
Первый номер газеты «Шатурский трудовой бюллетень» вышел в мае 1921 года тиражом 300 экземпляров. Издание освещало проходившие на территории района строительство Шатурской ГРЭС и разработку добычи торфа.
В советские годы «Ленинская Шатура», будучи органом Шатурского горкома ВКП(б) и городского Совета депутатов трудящихся освещала промышленное и инфраструктурное развитие района, проводила рейды рабочих корреспондентов, встречи, посвящённые обобщению передового трудового опыта. Неоднократно организовывались выездные редакции — в рабочих посёлках, на производственных участках, на транспорте. Газета была организатором всероссийской регаты.
В 1970 году «Ленинская Шатура» участвовала в ВДНХ. Несколько сотрудников газеты были награждены медалями всесоюзной выставки. Специально к выставке в Электростали была напечатана посвящённая газете 20-страничная брошюра «Ленинская Шатура. ВДНХ 1970».
В 2005 году редакция «Ленинской Шатуры» была преобразована в областное государственное учреждение «Информационное агентство Шатурского района Московской области», с 2012 года — «Информационное агентство Шатурского района Московской области».
Журналисты издания неоднократно были победителями региональных и всероссийских профессиональных конкурсов.
В мае 2021 года в Шатурском краеведческом музее открылась выставка, посвящённая 100-летию издания. На ней были представлены несколько годовых подшивок газеты, начиная с 1937 года, а также памятные медали, призы и почётные грамоты, которыми были награждены сотрудники «Ленинской Шатуры».
В 2021 году газета выходит еженедельно на 32 полосах формата A3 тиражом 5400 экземпляров. В 2020 году город Рошаль, который прежде составлял отдельный округ, вошёл в состав Шатурского района, и часть номеров, выпускаемых редакциями «Ленинской Шатуры» и «Рошальского вестника», выходят под названием «Большая Шатура».

## Редакция
Первыми редакторами «Ленинской Шатуры» были С. Тасов, А. Данилов, И. Райхман, Василий Ларцев. Последний из них наряду с обозревателем по вопросам сельской жизни Василием Егоровым, заведующим отделом культуры и быта Виктором Куприяновым и заведующим отделом писем Михаилом Перелем погиб на Великой Отечественной войне. Их имена увековечены на мемориальной доске, установленной в редакции.
В течение 63 лет в газете работал Абрам Хайкин, в 2001 году ставший почётным гражданином Шатурского района.
Редакция располагается в Шатуре по адресу: ул. Интернациональная, 6. Главным редактором до 2023 года была — Оксана Лапшина.
В 2022 году газета вошла в состав ГАУ МО Издательский дом "Подмосковье". Главным редактором издания стал Илья Попов. 